# إيزادور راش
إيزادور راش (بالإنجليزية: Isadore Rush) هي ممثلة أمريكية، ولدت في 1866 في ويلكس بار في الولايات المتحدة، وتوفيت في 14 نوفمبر 1904 في سان دييغو في الولايات المتحدة بسبب غرق.

## وصلات خارجية
- إيزادور راش على موقع قاعدة بيانات برودواي على الإنترنت (الإنجليزية)